# New Lanark

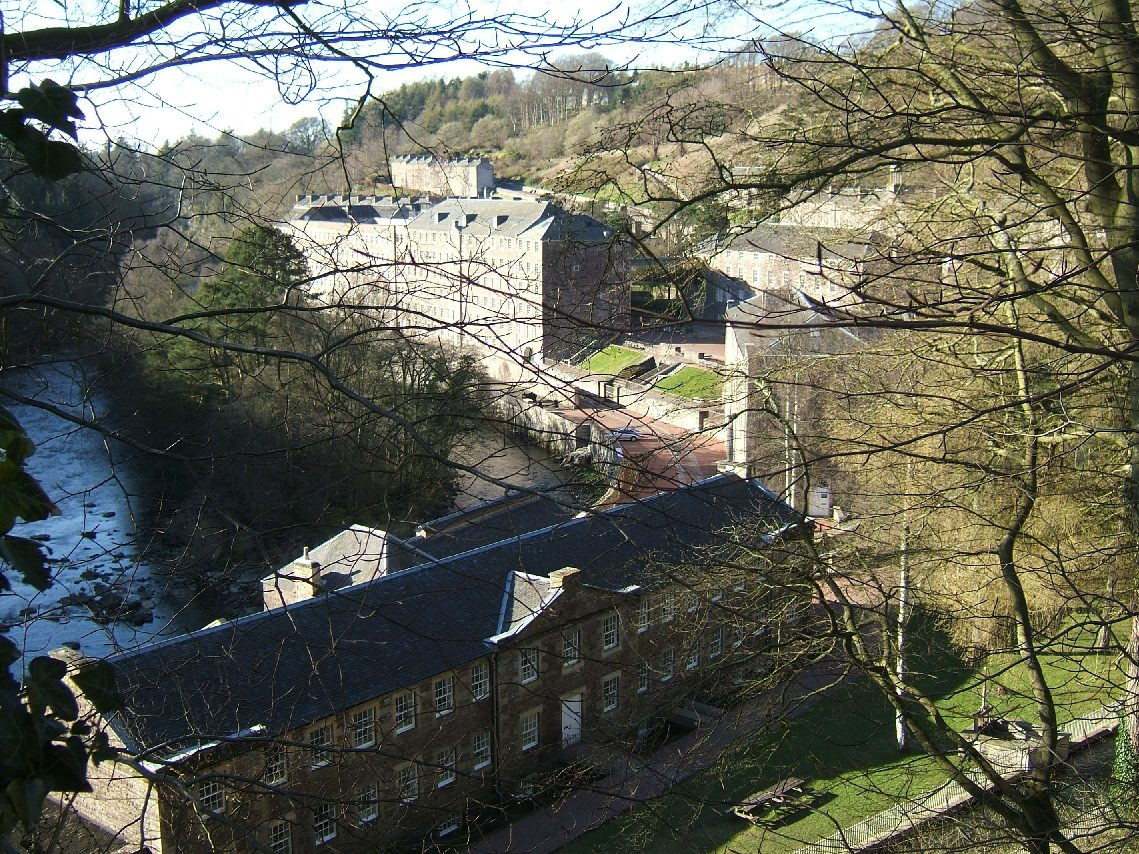

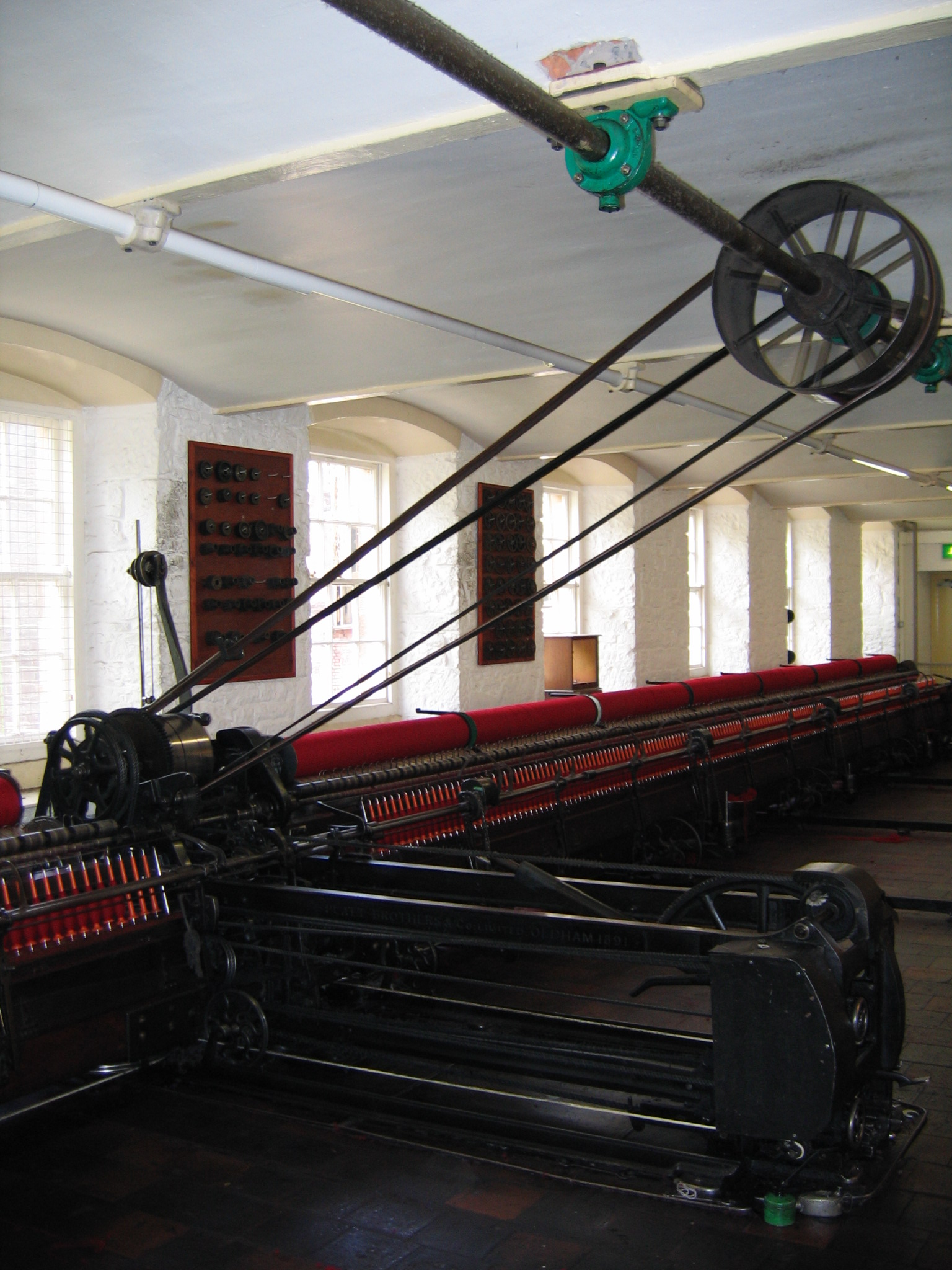

New Lanark je skotská vesnice na břehu řeky Clyde v hrabství Lanarkshire, asi 40 km jihovýchodně od města Glasgow. Byla založena v roce 1786 Davidem Dalem, který zde postavil přádelnu na zpracování bavlny a domy pro její dělníky.
Přádelna v New Lanarku fungovala až do roku 1968. Poté chátrala a v roce 1974 byl založen fond New Lanark Conservation Trust (nyní New Lanark Trust), který si dal za cíl uchránit vesnici před demolicí. Do roku 2006 bylo většina budov zachráněna a vesnice se stala turistickou atrakcí. Je jednou ze šesti památek na seznamu
světového dědictví UNESCO ve Skotsku.

## Historie
Továrnu v New Lanarku vybudoval v roce 1786 úspěšný obchodník David Dale společně s vynálezcem Richardem Arkwrightem. Ti přišli na to, jak využít sílu řeky Clyde k pohonu strojů. Na řece Clyde tekoucí nad New Lanarkem byla postavena přehrada a voda byla odvedena z řeky, aby poháněla strojní zařízení přádelny. Voda nejprve proudila tunelem a dál otevřeným kanálem. Roztáčela pak několik vodních kol v každé budově. Až v roce 1929 bylo poslední vodní kolo nahrazeno vodní turbínou. V New Lanarku se dnes stále využívá vodní energie.
David Dale mlýny prodal na začátku 19. století společnosti, ve které byl i jeho zeť, filantrop a sociální reformátor Robert Owen. Owen, který se v roce 1800 stal manažerem mlýna, zde začal realizovat své myšlenky utopického socialismu – tzv. owenismu. Založil zde školu, kam chodily děti do 10 let (ty ještě nepracovaly) a kam mohly na část dne chodit i děti, které už pracovaly, tj. děti od 10 do 12 let. Zde se vyučovaly na tehdejší dobu neobvyklé předměty, jako například zeměpis, tanec, umění či hudba. Dívky se navíc učily číst, chlapci trénovali vojenské pochody. Třída byla vybavena mapami, vycpanými zvířaty, počítadly. Owen zde zřídil také v roce 1817 první mateřskou školu v Británii. Těm nejmladším dokonce poskytl možnost chodit si po škole hrát na dětské hřiště.
Omezil také pracovní dobu na deset a půl hodiny (v té době byla obvyklá pracovní doba 14–16 hodin). Zřídil obecný fond, do kterého přispívali všichni zaměstnanci, a z fondu pak poskytoval bezplatnou zdravotní péči všem obyvatelům New Lanarku.
Okolo roku 1820 žilo v New Lanarku asi 2 500 lidí. Bydleli většinou v domě s jednou místností. V místnosti byly postele, krb, dřevěný stůl a stoličky, truhlice na oblečení. Voda se musela nosit ze studně ve vesnici.
Mlýny ekonomicky prosperovaly, ale Owenovi obchodní partneři nebyli spokojeni s výdaji navíc za jeho sociální programy. Jelikož Owen nechtěl rušit změny, které provedl, odkoupil podíl svých partnerů.
New Lanark se stal oslavovaný po celé Evropě. Navštěvovali ho obchodníci, šlechta a reformátoři. Byli ohromeni čistým a zdravotně nezávadným prostředím pro dělníky a ekonomickou prosperitou továrny. Owenova filozofie byla v rozporu s tehdejším smýšlením, ale byl schopný dokázat, že k tomu, aby továrna vydělávala, není třeba zacházet s dělníky špatně. Koncept bydlení a služeb v blízkosti továren se stal milníkem v rozvoji městského plánování ve Velké Británii.
V roce 1825 Owen mlýny prodal a rozhodl se koupit usedlost Harmony v Indianě, USA, kterou přejmenoval na New Harmony. Zde chtěl vytvořit zemědělsko-průmyslovou společnost, kde by každý pracoval podle svých schopností a dostával podle svých potřeb.
New Lanark řídila od roku 1826 do roku 1881 rodina Walkerů. Ta ji poté také prodala a stejní majitelé mlýny vlastnili až do jejich uzavření v roce 1968.
Vesnice a přádelna jsou historicky důležité díky propojení s Owenovými nápady, ale také díky své roli v rozvíjející se průmyslové revoluci ve Velké Británii a jejich místě v historii urbanistického plánování.

## New Lanark dnes
Od roku 1979 do roku 2006 probíhala záchrana a rekonstrukce většiny továrních budov. Značná pozornost byla věnována zachování historické autenticity vesnice. V obci nejsou povoleny žádné televizní antény ani satelitní antény a služby jako telefon, televize a elektřina jsou dodávány podzemně položenými kabely.
New Lanark navštíví ročně asi 400 000 lidí. Město a přádelna byly v roce 2001 zapsány na seznam
světového dědictví UNESCO.
Dnes žije v New Lanarku okolo 200 lidí. Je zde také návštěvnické středisko pro blízkou přírodní rezervaci Falls of Clyde (Clydské vodopády).
V roce 2009 byla bankou Clydesdale vydána 20 librová bankovka, která má na zadní straně obrys New Lanarku.

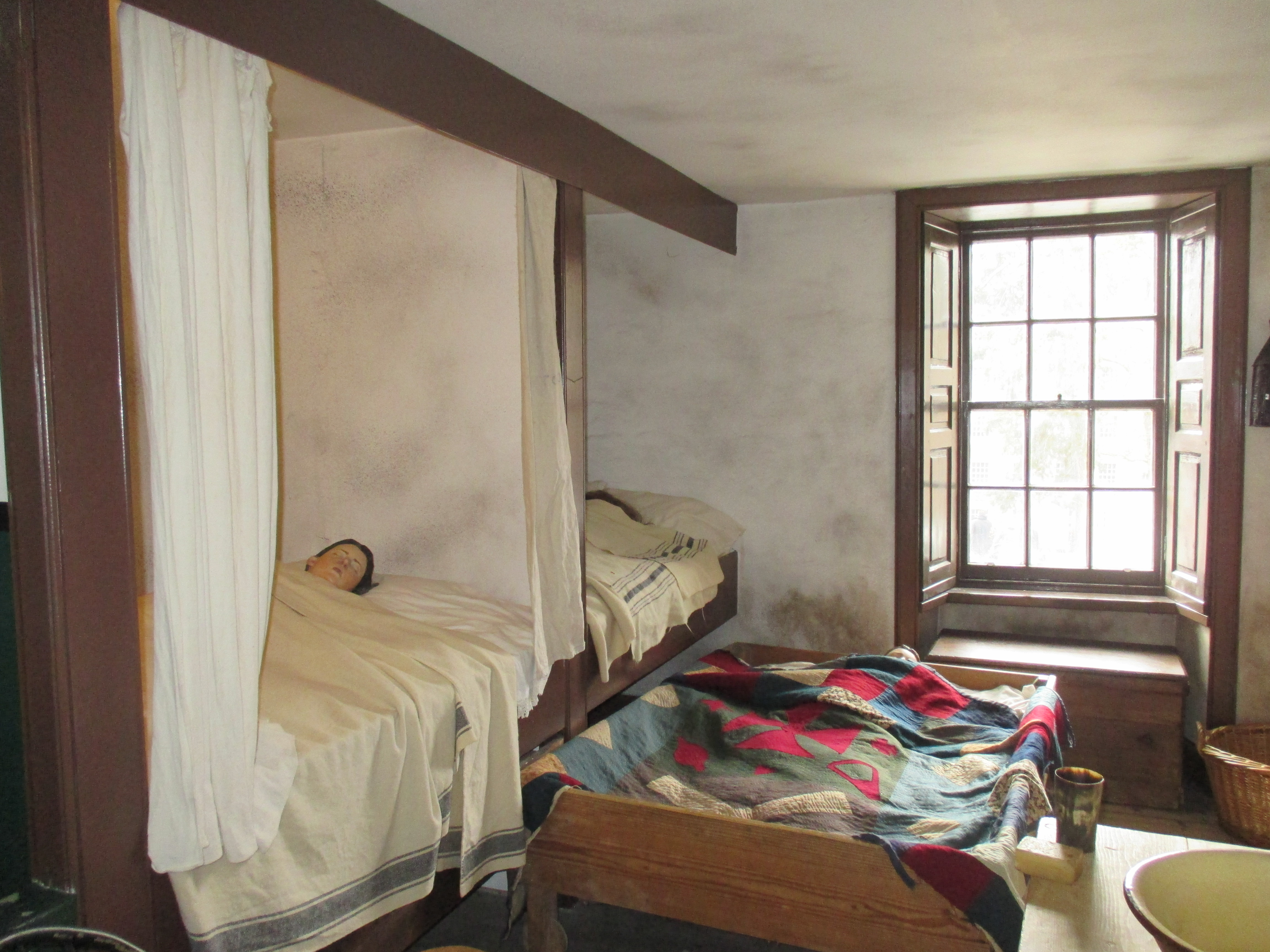